# Ta main
Pour les articles homonymes, voir Ta main.
Singles de  Grégoire
Rue des étoiles Nuages
Ta main est le troisième single du premier album du chanteur français Grégoire, Toi + moi, sorti le 2 avril 2009.

## Classements
| Classement                                     | Meilleure position |
| ---------------------------------------------- | ------------------ |
| France (SNEP)                                  | 172                |
| France (SNEP Téléchargement)                   | 12                 |
| Belgique (Wallonie Ultratip Bubbling Under 50) | Tip1               |